# 蒙大桥
蒙大桥（1957年9月—），陕西淳化人，中国核材料与工艺技术专家，中国工程物理研究院研究员。2019年当选为中国科学院院士。